# Berliner Pokal

Berlín na mapě Německa

Berliner Landespokal je německá fotbalová soutěž pro týmy pod Berlínským fotbalovým svazem (Landespokal, regionální pohár). Berlínský fotbalový svaz sdružuje ve svých řadách téměř 138 000 členů registrovaných v 3 352 klubech. Již od roku 1906 pořádá pod různými názvy a s obměňovanými pravidly Berliner Landespokal. Vzhledem k politickému rozdělení Berlína po 2.světové válce se hrál souběžně na území východního Berlína pohár, kterého se nezúčastňovali týmy z 1. ligy tehdejší NDR, ani druholigové celky, ovšem vítěz postupoval do FDGB-Pokalu. Současný formát soutěže se hraje od sjednocení Německa v roce 1992. Hraje se vyřazovacím K.O. systémem, soutěž má osm kol a nehrají zde týmy z nejvyšších dvou německých soutěží. Vítěz postupuje do DFB-Pokalu.

## Přehled vítězů od roku 1992
| 1992 | Hertha BSC II          | 2002 | Tennis Borussia Berlin | 2012 | Berliner AK 07          | 2022 | FC Viktoria 1889 Berlin |
| 1993 | Tennis Borussia Berlin | 2003 | Reinickendorfer Füchse | 2013 | Berliner FC Dynamo      | 2023 | TUS Makkabi Berlin      |
| 1994 | 1. FC Union Berlin     | 2004 | Hertha BSC II          | 2014 | FC Viktoria 1889 Berlin | 2024 | FC Viktoria 1889 Berlin |
| 1995 | Tennis Borussia Berlin | 2005 | Tennis Borussia Berlin | 2015 | Berliner FC Dynamo      | 2025 | Berliner FC Dynamo      |
| 1996 | Tennis Borussia Berlin | 2006 | Tennis Borussia Berlin | 2016 | BFC Preussen            | 2026 |                         |
| 1997 | Reinickendorfer Füchse | 2007 | 1. FC Union Berlin     | 2017 | Berliner FC Dynamo      | 2027 |                         |
| 1998 | Tennis Borussia Berlin | 2008 | Tennis Borussia Berlin | 2018 | Berliner FC Dynamo      | 2028 |                         |
| 1999 | Berliner FC Dynamo     | 2009 | 1. FC Union Berlin     | 2019 | FC Viktoria 1889 Berlin | 2029 |                         |
| 2000 | Tennis Borussia Berlin | 2010 | Berliner AK 07         | 2020 | VSG Altglienicke        | 2030 |                         |
| 2001 | SV Yeşilyurt Berlin    | 2011 | Berliner FC Dynamo     | 2021 | Berliner FC Dynamo      | 2031 |                         |